# The Wake (album IQ)
The Wake – trzeci album studyjny brytyjskiego, neoprogresywnego zespołu IQ, wydany w 1985 roku.
Album uważany jest zarówno przez fanów jak i krytyków muzycznych za szczytowe osiągnięcie grupy. Był to jedyny album zespołu który dostał się do listy „UK Albums Chart”, spędzając tydzień na 72 miejscu.
Towarzyszący albumowi singiel, „Barbarel is In”, ku zdumieniu członków grupy znalazł się na siódmej pozycji w „British Heavy Metal Chart”.
Okładkę albumu zaprojektował i stworzył wokalista grupy, Peter Nicholls.

## Spis utworów
1. „Outer Limits” – 8:15
2. „The Wake” – 4:12
3. „The Magic Roundabout” – 8:18
4. „Corners” – 6:20
5. „Widow's Peak” – 9:12
6. „The Thousand Days” – 5:12
7. „Headlong” – 7:25

Utwory dodatkowe w wersji CD:
1. „Dans le Parc du Château Noir” – 7:37
2. „The Thousand Days” (demo) – 3:55
3. „The Magic Roundabout” (demo) – 6:27

## Skład zespołu
- Paul Cook – perkusja
- Tim Esau – gitara basowa
- Mike Holmes – gitary
- Peter Nicholls – wokal, tamburyno
- Martin Orford – instrumenty klawiszowe